# Honda Zest
El Honda Zest es un Kei car de 4 puertas lanzado por Honda en 2006 y es mecánicamente idéntico a la quinta generación del Honda Life. Equipado con un motor turbo, 3 cilindros y 659cc. Se dejó de fabricar en 2012 y sustituido por el Honda N-One.

## Resumen

### Chasis
Cuenta con una plataforma común y con el Life. Fue el primer Kei car disponible con airbags laterales de cortina opcionales, calificado con 6 estrellas de evaluación integral, uno de los mejores sistemas de seguridad de colisión para el conductor y el pasajero delantero. Viene con un grado de suspensión deportiva de alto nivel de manera estándar en el Zest Spark, lo que aumenta la estabilidad y maniobrabilidad.

### Exterior
Hay dos tipos de acabados (aparte del estándar): Sports y Spark que se dirigen a los jóvenes. Enfocado para toda la familia y publicitado como un coche urbano con carácter joven, las campañas publicitarias se dirigían en captar compradores jóvenes para el Sports. Respecto al básico, los cambios son una parrilla frontal y parachoques deportivos y nuevas luces. En el otoño/invierno de 2008, los Zest Sports fueron sustituidos por el Zest Spark. Honda alistó a la megaestrella J-Pop Ayumi Hamasaki para promover el Zest Spark. La colaboración Ayu-Zest Spark ha llegado hasta el punto en que la edición limitada del vehículo cuenta con el logotipo de Ayu "A", conocido como "A Package Style"

### Interiores
La pantalla multinacional es capaz de mostrar odómetro, ruta, temperatura exterior, consumo medio y tacómetro en los Sport.
Los colores interiores de tapicería son de tonos cálidos y personalizables, salvo el color interior es negro para el modelo deportivo. En diciembre de 2008 llegaron ligeros cambios, como un nuevo monitor con audio que están equipados en el Life de quinta generación, como extra.

### motor
La mecánica es común en todos los modelos y en el Life de la época. Se trata de un 3 cilindros turbo SOHC 6 válvulas PGM- FI de 659 cc de cilindrada, denominado P07A, combinados con una transmisión de 4 velocidades. El coche rinde 64 CV (47 kW; 63 hp) @ 6,000 rpm.

## Primera generación JE1 / JE2 (2006-2012)
- 2006
  - 23 de febrero: fue anunciado el lanzamiento para primavera y publicados los precios y equipamientos[1]
  - 1 de marzo: Puesto en venta. El objetivo de ventas mensual era de 5.000 unidades.
- 2007
  - Enero 18: Cambio de menor importancia: Agregado el acabado Sports. Cambios como bolsillo trasero fue estándar y un gancho para las bolsas de compra.
  - 30 de agosto: Añadido modelos de edición especial para el tipo "D". (80.000 ¥) y rebaja de 30000 ¥ sobre el precio de lanzamiento, al mismo tiempo que enriquecen nuevamente el equipamiento del vehículo de base.
  - 6 de diciembre: Añadido modelos de edición especial en el "Sports" como "G" y "W". Nuevo diseño más deportivo de la parrilla delantera, equipado con ventanas delanteras oscurecidas, reproductor de CD y color de edición especial limitada. (hasta el 1 de abril de 2008)
- 2008
  - 15 de mayo: Añadido modelos de edición especial en el "Sports" como "G". Nuevo spoiler trasero deportivo, faros, llantas de aleación 14 pulgadas, lunas tintadas a medio oscurecido, reproductor de CD con equipo estándar.
  - 26 de diciembre: Cambio de menor: Además de los cambios como interior gris, se imprimió un logo brillante, "D" con sistema de llave inteligente, Reproductor de CD (radio AM/FM). La economía de combustible se mejora mediante la mejora del motor. Además, el nombre de los "Sports" tradicionales, se convirtió en "Spark"
- 2009
  - 4 de junio: Se hicieron algunas mejoras. El consumo de combustible del tipo "D", del "Spark", el tipo "W" y "G" se ha mejorado, junto con la reducción de un 15% de los niveles de 2010 la economía de combustible fiscales.
  - 19 de noviembre: Se realizaron algunas mejoras. Adoptó el azul como color nuevo, iluminación azul en el interior para el "Spark" , una decoración de elementos plata. El tipo "W" fue equipado con cuatro altavoces, y el tipo "G" con un volante deportivo. Bajó el precio de los vehículos 4WD de todo tipo, ¥ 17.500 de descuento en el "D" y "Spark G", ¥ 17,000 de descuento en el "Spark T turbo" y "Spark W" y ¥ 12,000 de descuento en el "Spark W".
- 2010
  - 1 de julio: Por un tiempo limitado de 20 días (En colaboración con Hamasaki Ayumi) Se lanzó un paquete "A Package Style"[4]
- 2011
  - 18 de febrero: Se hicieron algunas mejoras. Barra de navegación "Navi montaje especial". Se instala en este paquete, un arnés de cableado dedicado para la cámara trasera, un interruptor de control remoto de audio iluminado, dos altavoces traseros y micro antena adicional equipada. Además, el "Spark", "W" y "W turbo" estaban equipados con un volante forrado en piel.
  - Octubre 13: Lanzado coche edición especial sobre la base del "Spark G", que estaba equipado con un gran alerón en el portón trasero, taloneras intadas y llantas de aleación de 14 pulgadas
- 2012
  - 1 de junio: Cesa la venta del coche de producción. Solo venta del stock ya montado.
  - 14 de noviembre: Oficialmente agotado de existencias.